# TI-Raleigh
El TI-Raleigh va ser un equip ciclista, primer britànic i després neerlandès, que va competir professionalment entre el 1967 i el 1983.
Va aconseguir nombroses victòries i també es va especialitzar en curses de sis dies.
Al final de la temporada 1983, l'equip de TI-Raleigh es va dividir a causa de la tensió entre l'ex campió mundial Jan Raas i el director esportiu Peter Post. Set ciclistes va acompanyar Post en el nou equip Panasonic, i sis ciclistes s'uneixen a Raas al Kwantum.

## Principals victòries
- Gran Premi de Frankfurt: Roy Schuiten (1975), Gerrie Knetemann (1977), Ludo Peeters (1982, 1983)
- Volta als Països Baixos: Gerrie Knetemann (1976, 1980, 1981), Bert Pronk (1977), Johan van der Velde (1978), Jan Raas (1979), Adri van Houwelingen (1983)
- Volta a Suïssa: Hennie Kuiper (1976), Paul Wellens (1978), Wilfried Wesemael (1979)
- Quatre dies de Dunkerque: Gerrie Knetemann (1977), Frank Hoste (1982), Leo van Vliet (1983)
- París-Tours: Jan Raas (1978, 1981), Ludo Peeters (1983)
- Amstel Gold Race: Jan Raas (1978, 1979, 1980, 1982)
- París-Niça: Gerrie Knetemann (1978
- París-Brussel·les: Jan Raas (1978), Jacques Hanegraaf (1982)
- Tour de Romandia: Johan van der Velde (1978)
- Tour de Flandes: Jan Raas (1979, 1983)
- Gant-Wevelgem: Henk Lubberding (1980), Jan Raas (1981), Frank Hoste (1982), Leo van Vliet (1983)
- Volta a Bèlgica: Gerrie Knetemann (1980), Ad Wijnands (1981)
- Critèrium del Dauphiné: Johan van der Velde (1980)
- Volta a Luxemburg: Bert Oosterbosch (1980)
- Omloop Het Volk: Jan Raas (1981)
- París-Roubaix: Jan Raas (1982)

### A les grans voltes
- Tour de França:
  - 8 participacions (1976, 1977, 1978, 1979, 1980, 1981, 1982, 1983)
  - 56 victòries d'etapa :
    - 4 el 1976: Gerben Karstens (2), Hennie Kuiper, CRE
    - 8 el 1977: Dietrich Thurau (5), Gerrie Knetemann (2), Hennie Kuiper
    - 10 el 1978: Jan Raas (3), Gerrie Knetemann (2), Paul Wellens, Klaus-Peter Thaler, Hennie Kuiper, Henk Lubberding, CRE
    - 6 el 1979: Gerrie Knetemann (2), Jan Raas, Leo van Vliet, CRE (2)
    - 11 el 1980: Jan Raas (3), Joop Zoetemelk (2), Gerrie Knetemann, Bert Oosterbosch, Henk Lubberding, Cees Priem, CRE (2)
    - 7 el 1981: Ad Wijnands (2), Johan van der Velde (2), Urs Freuler, CRE (2)
    - 6 el 1982: Gerrie Knetemann (2), Jan Raas, Frank Hoste, Ludo Peeters, CRE
    - 4 el 1983: Bert Oosterbosch (2), Peter Winnen, Henk Lubberding

  - 1 classificació final:
    - 1980: Joop Zoetemelk

  - 7 classificacions secundàries:
    - Classificació dels joves: Dietrich Thurau (1977), Henk Lubberding (1978), Johan van der Velde (1980)
    - Premi de la combativitat: Gerrie Knetemann (1977), Paul Wellens (1978)
    - Classificació per equips: (1977, 1983)

- Giro d'Itàlia
  - 0 participacions

- Volta a Espanya
  - 1 participacions (1976)
  - 8 victoires d'étapes :
    - 8 el 1976: Dietrich Thurau (5), José De Cauwer, Hennie Kuiper, Gerben Karstens

  - 1 classificació secundària: 
    - Classificació per punts: Dietrich Thurau (1976)